# 대체수송
대체수송(代替輸送)은 교통수단이 고장과 사고로 운행되지 못할 때 교통수단의 이용자에게 제공하는 다른 교통수단과 또는 그렇게 수송하는 것을 말한다.

## 사례

### 대한민국
- 서울 지하철 2호선 : 1996년 12월 31일부터 1999년 11월 22일까지 당산철교 재시공 관계로 당산역에서 홍대입구역까지 셔틀버스를 운행했었다.
- 대구 도시철도 1호선 : 2003년 2월 18일부터 12월 30일까지 대구지하철 화재 참사 관계로 동대구역에서 교대역까지 셔틀버스를 운행했었다.
- 경원선 : 2018년 7월 1일부터 2018년 12월 2일까지 철교공사 관계로 연천역에서 백마고지역까지 셔틀버스를 운행하였다.
- 경강선 : 2018년 12월 8일 KTX 열차 탈선 사고로 인하여 강릉역에서 진부역까지 운행이 중단되어 셔틀버스를 운행하고 있다.

### 일본
- 간사이 국제공항 : 태풍 제비가 오사카부 일대를 뒤덮었을 때 간사이 공항의 기능이 일시적으로 마비시켜서 도저히 이용할 수 없게 될 때 이타미 공항과 고베 공항을 대체 공항으로 수송하였고, 한국행 항공편이 마비될 때 팬스타 소속 팬스타드림호 여객선이 부산항여객터미널까지 이어주는 대체 수송으로 기능한 바 있다.

### 중국
- 베이징시의 주요 도로 : 안개, 미세먼지 등의 여파에 따라 차량 통행을 중국 정부가 강력히 규제할 경우 베이징 지하철의 주요 노선들이 대체 수송을 기능한다.
- 상하이시의 주요 도로 : 베이징시와 비슷한 규제가 있게 된다고 하여도 설사 대체 이동 수단을 권장하겠다면 상하이 지하철이 상하이시의 시내 도로 노선망의 대체 교통편이 모두 기능하게 된다.

#### 홍콩
- 홍콩 국제공항 : 2019년 홍콩 범죄인 인도법 반대 시위에 따라 홍콩 국제공항이 통제될 경우, 홍콩과 마카오를 오가는 배편과 강주아오 대교가 원칙적으로 대체 교통편을 전담한다.